# Scytodes farri
Scytodes farri är en spindelart som beskrevs av Alayón 1985. Scytodes farri ingår i släktet Scytodes och familjen spottspindlar.
Artens utbredningsområde är Jamaica. Inga underarter finns listade i Catalogue of Life.